# Фольварк (Штумський повіт)
Фольварк (пол. Folwark, нім. Vorwerk) — село в Польщі, у гміні Старий Дзежґонь Штумського повіту Поморського воєводства.
Населення — 319 осіб (2011).
У 1975-1998 роках село належало до Ельблонзького воєводства.

## Демографія
Демографічна структура станом на 31 березня 2011 року:
|          | Загалом | Допрацездатний вік | Працездатний вік | Постпрацездатний вік |
| -------- | ------- | ------------------ | ---------------- | -------------------- |
| Чоловіки | 162     | 43                 | 108              | 11                   |
| Жінки    | 157     | 31                 | 99               | 27                   |
| Разом    | 319     | 74                 | 207              | 38                   |